# Villámhárító

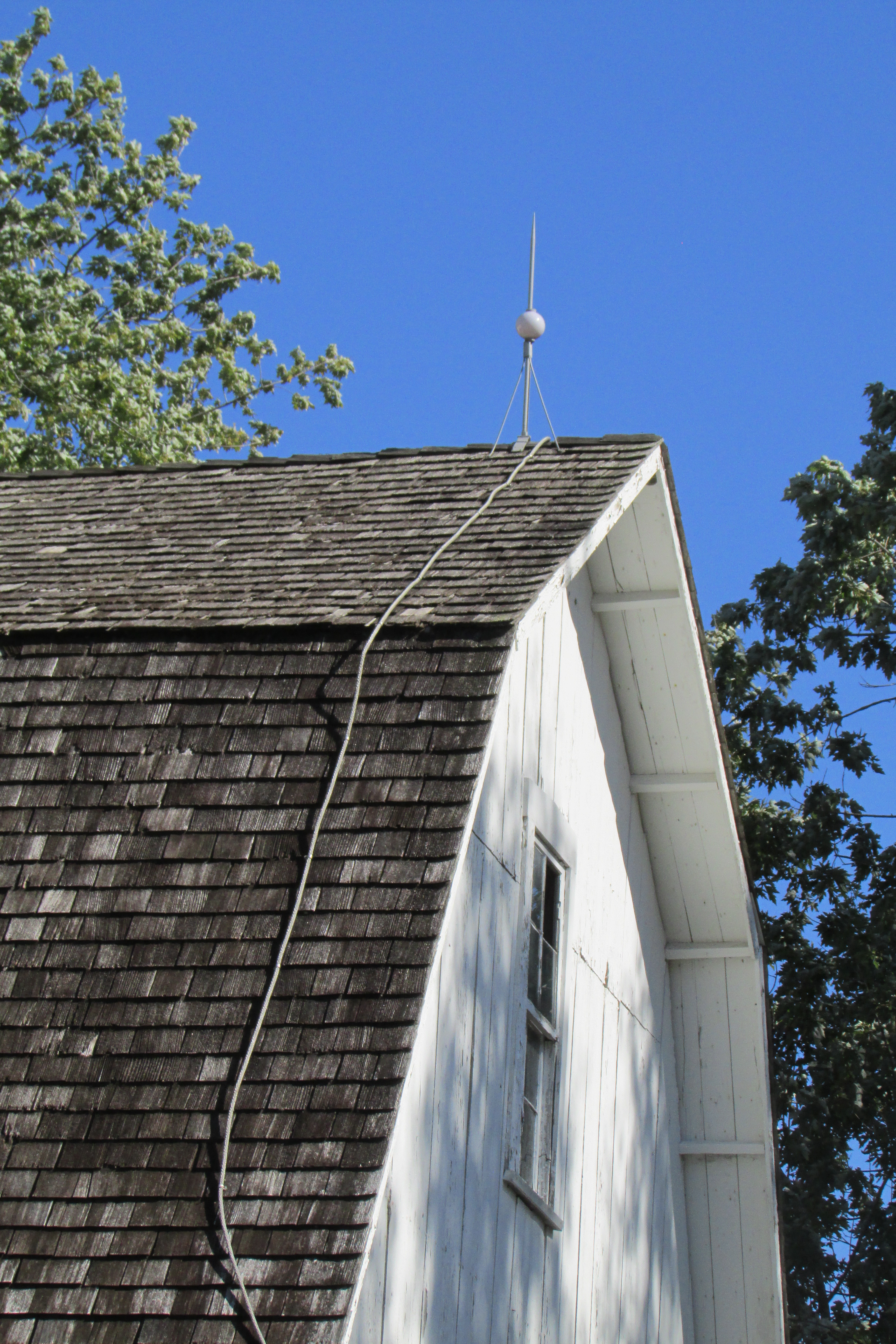
Villámhárító és levezető kábel egy háztetőn

A villámhárító egy elektromosan jól vezető, mechanikailag erős anyagból - többnyire acélból - készült szerkezet. A villámhárító feladata, hogy megvédje a védelmi terébe tartozó területet a villámcsapástól azzal, hogy a területen felhalmozódott elektromos töltések egy része a villámhárítón el tud távozni, és így kisebb eséllyel következik be villámcsapás az adott helyen.
Elsődleges feladata tehát a villámcsapás megelőzése, és nem a villám levezetése.
A villámhárító három fő részből áll. A felfogót az építmény tetejére erősítik, majd az építményhez egy villámvédelmileg minősített földelést építenek. A kettőt elektromos vezetővel kötik össze.  Ha az építmény vonzásterében elektromos töltésfelhalmozódás alakul ki (például zivatarfelhők miatt), az a villámhárítón keresztül megfelelő elvezetésre kerül. Villámhárító nélkül egy közeli villámcsapás az épületben a töltésmegosztás miatt  tüzet vagy az elektromos készülékek tönkremenetelét okozhatja, esetleg a benn tartózkodók életét veszélyezteti.
A villámhárító működési elvét Benjamin Franklin találta fel 1749-ben Amerikában és – esetleg tőle függetlenül - Prokop Diviš 1754-ben Európában. Vannak, akik úgy gondolják, hogy Prokop Diviš önállóan fedezte volna fel.

## Történelem

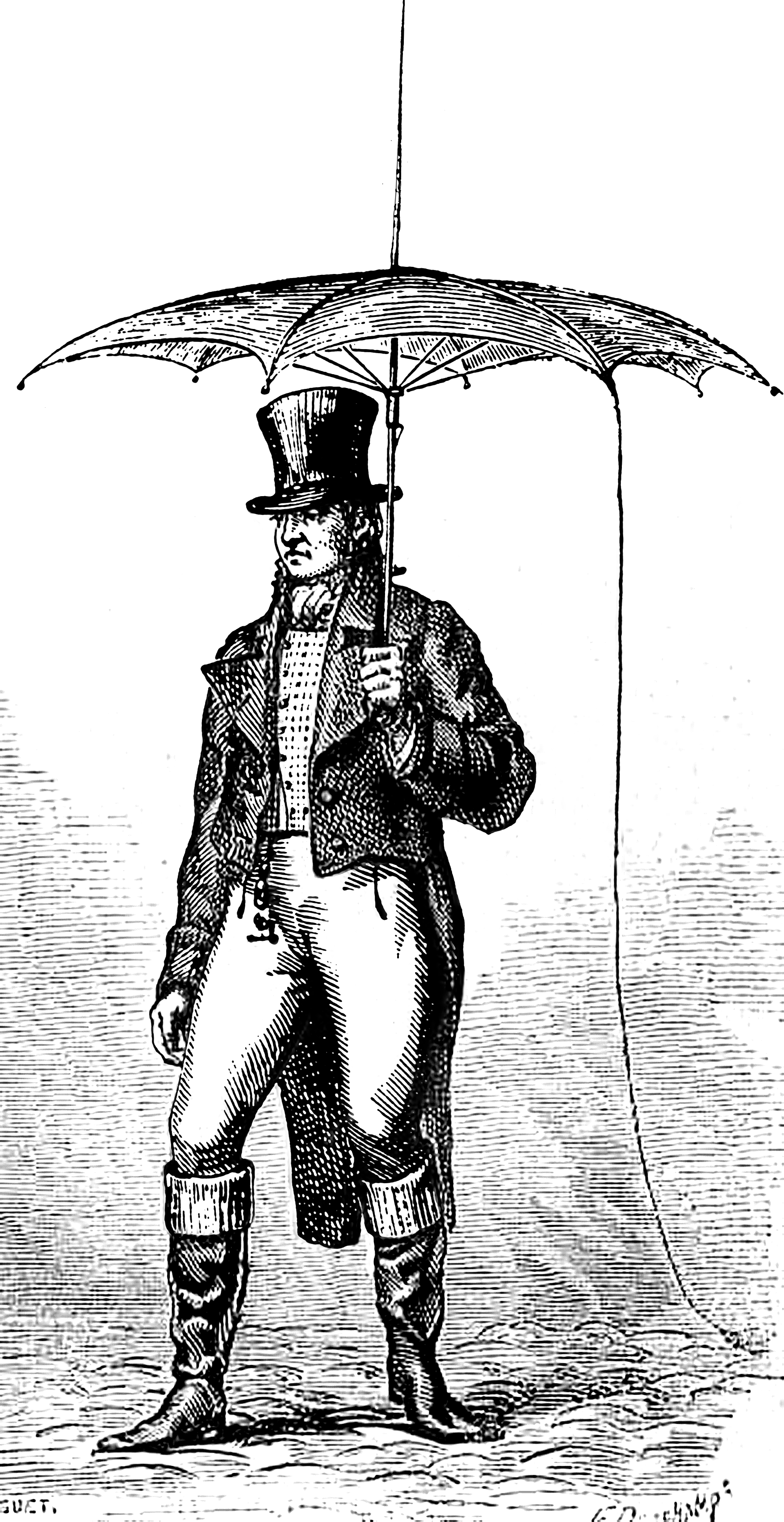
19. századi esernyőre szerelt „Franklin cső”

A villám a történelem kezdetétől foglalkoztatta az emberiséget. A technikai fejlődés előrehaladtával a villámcsapás elleni védekezés egyre fontosabbá vált. A villám bármilyen anyagú építményben (kő, fa, beton)  képes jelentős, akár megsemmisítő  kárt okozni. Az ipari forradalom során egyre komolyabb értékek születtek, melyek védelme stratégiai fontosságúvá vált.
A 19. században a villámhárító dekorációs elem lett. A villámhárítókra üvegből készült díszeket húztak. Ezeknek a díszeknek a fő célja az volt, hogy bizonyítékul szolgáljon az esetleges villámütésre. Ha vihar után a dísz széttört, akkor a tulajdonosnak ez jelezte, hogy meg kell vizsgálnia a villámhárítót, és az építményt, nem károsodott-e.

### Működése
A működése azon alapul, hogy töltéskiegyenlítés révén a védett objektum körzetében csökkenti az elektromos térerősséget, amit a közelben lévő viharfelhő elektromos ereje növelt meg.
A villámhárító vége azért hegyes, mert a csúcshatás miatt (lásd: Elektromos szél) az elektronok könnyebben kiléphetnek egyfajta töltéskiegyenlítődést okozva, amely így a levegőben lévő potenciálkülönbséget csökkenti. Ezzel csökkenti az elektromos kisülés esélyét.
A felfogó általában egy acélrúd, megfelelő, villamosan vezető, korrózióvédő anyaggal bevonva. Ezt egy mechanikailag erős tartószerkezet rögzíti az épület tetejéhez. Ehhez kapcsolódik a levezető, mely többnyire korrózióvédett acélsodrony, szintén mechanikailag előírt rögzítéssel mind a felfogóhoz, mind a teljes nyomvonalán az épület tartószerkezetéhez. Végül a levezető az épített földelő-rendszer kivezetéseihez csatlakozik.
A felfogót a méret, elrendezés tekintetében az adott épület villámvédelmi besorolása szerint kell tervezni. A levezetőket az épületburkolat, illetve a burkolat alatti anyagnak megfelelő besorolás szerinti távtartókkal és mennyiségben helyezik el, a statikai és tűzvédelmi előírások betartásával. A földelés többféle lehet. Megfelelő minősítés esetén az épület vasbeton alapja is szolgálhat betonalap földelőül, de emellett rúd- és lemezföldelők, komolyabb, kiterjedt helyeken földelőhálók is alkalmazhatók a villámvédelemre vonatkozó speciális előírások betartása mellett. Az áramszolgáltató által előírt, az érintésvédelmet szolgáló földelőrudak önmagukban nem elegendők villámvédelemre.
Távvezetékek védelmére a vezetékekkel párhuzamos, azok felett futó, az oszlopok szerkezete által földelt vezetéket használnak.
A villámhárító nem véd a saját maga által vezetett, illetve más, közeli villámcsapások másodlagos hatásaitól. Ezek kockázatát a további előírások/lehetőségek (EPH - egyenpotenciálra hozás, illetve többlépcsős túlfeszültség védelem) alkalmazásával lehet csökkenteni.
A 30 méternél alacsonyabb épületeknél a villámhárító egy 45 fokos védelemkúpot képez, amelynek a földelési sugara megközelítőleg egyenlő a villámhárító magasságával. Magasabb épületeken a védett terület körülbelül 30 méter sugarú lehet.
Mivel ez nem kielégítő magasabb épületeknél, egy eddigieknél jobb megoldást fejlesztett ki Dr Horváth Tibor, az úgynevezett gördülő gömb technikát. Amikor átívelés van a föld felé, akkor a legközelebbi, a földdel hasonló potenciálú tárgy felé igyekszik haladni. A maximális távolságot minden egyes kisülésnél kritikus távolságnak nevezik és ez arányos az elektromos feszültség nagyságával. Ezen a kritikus távolságon belül azokon a tárgyakon keresztül fog megtörténni az átívelés, amelyek legközelebb állnak a villámot létrehozó magas potenciálú helyhez.
Ahogy a villám átível, azon a tárgyon keresztül fog haladni, amely a kritikus távolságon belül van, és potenciálja közel van a földpotenciálhoz, vagy megegyezik azzal. Ezt figyelembe véve egy gömböt rajzolhatunk a villám lehetséges átívelési pontjai körül. Ennek alapján megállapítható, mely részek biztonságosak a villámtól. Ott, ahol nagy valószínűség van a villámcsapásra, villámhárítót helyeznek el.